# Buddhist Monkey
Buddhist Monkey, een personage dat als deel wordt beschouwd van Happy Tree Friends, heeft zijn eigen geanimeerde show. Tot nu toe zijn er twee afleveringen van, die alleen op de laatste twee Happy Tree Friends dvd's te zien zijn, Second Serving en Third Strike.
Overigens heeft Buddhist Monkey wel een hoofdrol in de splinterserie Ka-Pow! waar hij samen met de Happy Tree Friends personages Flippy en Splendid avonturen beleeft.